# Walter Weddigen
 Walter Weddigen (* 13. Februar 1895 in Kiel; † 26. Mai 1978 in Gauting) war ein Professor für Rechts-, Wirtschafts- und Sozialwissenschaften, der in der Weimarer Republik, im Dritten Reich und in der frühen Bundesrepublik Deutschland Karriere machte.

## Herkunft und Familie
Weddigen stammte aus einer höheren Beamtenfamilie. Sein Vater, Wilhelm Ernst Theodor Weddigen (* 12. September 1864; † 16. April 1918) war Regierungsbaurat, im Ersten Weltkrieg war er Eisenbahnbeamter. Seine Mutter war Maria Johanna Margarete Luise, geb. Thielhorn (* 1. Oktober 1874; † 1941). Er hatte vier Geschwister. 1906 Übersiedelung der elterlichen Familie von Köln nach Breslau. Weddigen heiratete 1926 Luise Goebel (1901–2004), Tochter des Breslauer Chirurgen Karl Goebel. Im Februar 1945 wurden die Weddigens in Dresden ausgebombt. Weddigen hatte mit seiner Frau sechs Kinder.

## Ausbildung und Beruf
Weddigen war in Studium und Beruf äußerst umtriebig. Er machte 1914 in Breslau Abitur. 1914–1921 studierte er, unterbrochen vom Kriegsdienst ab 1914, Rechts-, Staats-, und Wirtschaftswissenschaften an den Universitäten Heidelberg und Breslau. 1921–1924 war er Gerichtsreferendar und 1924–1926 Gerichtsassessor, kommissarischer Amtsrichter und Landrichter in Breslau. Weddigen habilitierte 1926 und war dann Privatdozent für Nationalökonomie an der Univ. Breslau und 1928–1931 Privatdozent für Wirtschaftliche Staatswissenschaften an der Univ. München. 1931–1933 Professor für Rechts- und Staatswissenschaften an der Univ. Innsbruck, 1933–1934 Professor an der Univ. Rostock, 1934–1939 Professor für Wirtschafts- und Sozialwissenschaften an der Univ. Jena, 1939–1941 an der TH Dresden, 1941–1945 Professor an der Wirtschaftsschule in Berlin, ab 1945 Professor für Nationalökonomie an der Universität München, ab 1947 Professor für Volkswirtschaftslehre und Sozialpolitik an der Hochschule für Wirtschafts- und Sozialwissenschaften Nürnberg.

## Lehrmeinung im Dritten Reich
Ab 1933 befürwortete Weddigen eine volkswirtschaftliche Optimierung der Wirtschaftsordnung, die die Interessen einzelner Wirtschaftsakteure übergehen oder einschränken dürfe. Er lehnte die Wirtschaftsfreiheit des „Liberalismus“ ab, forderte eine „organische“ Wirtschaftstheorie und berief sich auf das Ziel der „Volksgemeinschaft“. Er führte einen Disput mit Wilhelm Vleugels über die richtige Umsetzung dieses Ziels.

## Werke
- Sozialpolitik. Eine Einführung in ihre Theorie und Praxis. Jena 1933.
- Grundriss der Wirtschaftstheorie. Jena 1934.
- Liberalistische oder organische Wirtschaftstheorie? in: Weltwirtschaftliches Archiv 41 (1935): S. 16*–20*.
- Theoretische Volkswirtschaftslehre, 1948 & 1958.
- Allgemeine Finanzwissenschaft. 1949 & 1964.
- Untersuchungen...z. Wirtschaftsordnung. 1950.
- Wirtschaftsethik, System humanitärer Wirtschaftsmoral. 1951.